# TV Moldova 2
Moldova 2 este cel de-al doilea canal public de televiziune din Republica Moldova, lansat la 3 mai 2016, cu prilejul aniversării a 58 de ani de la înființarea TeleRadio-Moldova. Emisia a început cu imagini de la Cupa la Tenis de Masă printre jurnaliști „Press Open Moldova 1”. Lansarea TV Moldova 2 a venit la recomandarea Uniunii Europene de Radio-Televiziune, dar și din necesitatea de a acoperi transmiterea unei cantități mari de conținut sportiv.
Postul difuzează reluări de la TV Moldova 1 și transmisiuni directe de la evenimente sportive, precum Jocurile Olimpice de vară și Campionatul European de Fotbal.
TV Moldova 2 este disponibil la nivel național, prin rețelele de cablu, și emite non-stop.